# Chuck (Album)
Chuck ist das dritte Studioalbum der kanadischen Punk-Band Sum 41. Es wurde am 11. Oktober 2004 veröffentlicht und von Greig Nori produziert.
Im Gegensatz zu den mehr am Fun-Punk orientierten Alben All Killer No Filler und Does This Look Infected? werden auf Chuck erstmals auch politische Themen angesprochen. Dies hängt vor allem mit den Erlebnissen der Band bei ihrem Aufenthalt in der Demokratischen Republik Kongo zusammen, wo Sum 41 beim Drehen einer Dokumentation vom Konflikt zweier verfeindeter Volksgruppen überrascht wurden und nur dank UNO-Mitarbeiter Chuck Pelletier aus ihrem unter Beschuss geratenem Hotel gerettet werden konnten. Da sie Chuck Pelletier ihr Leben verdankten, widmeten Sum 41 ihm das Album und nannten es Chuck. Der Song We're All to Blame wurde von Deryck Whibley erst nach der eigentlichen Fertigstellung des Albums geschrieben und handelt von der Erkenntnis der Band nach ihrer Kongo-Reise. Ursprünglich war der Song Noots an dritter Stelle der Titelliste geplant, er wurde jedoch dann von We're All to Blame ersetzt und als Bonustrack für die europäische Version verwendet. Der Song ist ebenfalls in dem japanischen Monsterfilm Godzilla: Final Wars zu hören.

## Musikalischer Stil
Chuck ist ein sehr abwechslungsreiches Album. So gibt es für Sum 41 typische Punk-Songs (No Reason oder Open Your Eyes), aber auch eher dem Metal zuzuordnende Lieder (We're All to Blame, The Bitter End oder 88). Außerdem enthält Chuck die erste Ballade in der Bandgeschichte von Sum 41, Pieces.

## Titelliste
| #  | Titel                   | Länge | Bemerkung                                                                         |
| -- | ----------------------- | ----- | --------------------------------------------------------------------------------- |
| 1  | Intro                   | 0:46  | Intro                                                                             |
| 2  | No Reason               | 3:04  | Dritte Single (Nur in den USA und Europa, zeitgleich veröffentlicht mit Some Say) |
| 3  | We're All to Blame      | 3:38  | Erste Single und Teil des Soundtracks von Godzilla: Final Wars                    |
| 4  | Angels with Dirty Faces | 2:23  |                                                                                   |
| 5  | Some Say                | 3:26  | Dritte Single (nur in Kanada und Japan, zeitgleich veröffentlicht mit No Reason)  |
| 6  | The Bitter End          | 2:51  |                                                                                   |
| 7  | Open Your Eyes          | 2:44  |                                                                                   |
| 8  | Slipping Away           | 2:29  |                                                                                   |
| 9  | I'm Not the One         | 3:34  |                                                                                   |
| 10 | Welcome to Hell         | 1:56  |                                                                                   |
| 11 | Pieces                  | 3:01  | Zweite Single                                                                     |
| 12 | There's No Solution     | 3:18  |                                                                                   |
| 13 | 88                      | 4:40  |                                                                                   |
| 14 | Noots                   | 3:49  | Internationaler Bonustrack                                                        |
| 15 | Moron                   | 2:00  | Bonustrack der japanischen Version                                                |
| 16 | Subject to Change       | 3:17  | Bonustrack der japanischen Version                                                |

## Zum Album
- Die Lieder Intro, Angels with Dirty Faces, Open Your Eyes, Slipping Away, I'm Not the One, Welcome to Hell, Pieces und 88 wurden von Andy Wallace gemixt, die restlichen fünf von Tom Lord-Alge.[1]
- Der Titel des Bonustracks Subject to Change ist wörtlich zu nehmen, da es sich um eine Demoaufnahme handelt, die noch zu ändern sei. Die Gesangsmelodie der Bridge wurde in den letzten Refrain von No Reason eingearbeitet. Der Refrain ist identisch mit der 2007 veröffentlichten Single Underclass Hero.
- Ausschließlich auf iTunes hatte das Album nur den Bonustrack Get Back, den Sum 41 zusammen mit Ludacris aufgenommen hat.

## Kommerzieller Erfolg

### Chartplatzierungen

#### Album
Das Album kletterte bis auf Platz 10 der US-amerikanischen Albumcharts und Platz 2 der kanadischen Albumcharts.
| ChartsChartplatzierungen       | Höchstplatzierung | Wochen |
| ------------------------------ | ----------------- | ------ |
| Deutschland (GfK)              | 32 (2 Wo.)        | 2      |
| Österreich (Ö3)                | 35 (4 Wo.)        | 4      |
| Kanada (MC)                    | 2 (3 Wo.)         | 3      |
| Schweiz (IFPI)                 | 14 (6 Wo.)        | 6      |
| Vereinigte Staaten (Billboard) | 10 (26 Wo.)       | 26     |
| Vereinigtes Königreich (OCC)   | 59 (1 Wo.)        | 1      |

#### Singles
| Jahr | Titel              | Höchstplatzierung, Gesamtwochen, AuszeichnungChartplatzierungen (Jahr, Titel, , Platzierungen, Wochen, Auszeichnungen, Anmerkungen) | Höchstplatzierung, Gesamtwochen, AuszeichnungChartplatzierungen (Jahr, Titel, , Platzierungen, Wochen, Auszeichnungen, Anmerkungen) | Höchstplatzierung, Gesamtwochen, AuszeichnungChartplatzierungen (Jahr, Titel, , Platzierungen, Wochen, Auszeichnungen, Anmerkungen) | Höchstplatzierung, Gesamtwochen, AuszeichnungChartplatzierungen (Jahr, Titel, , Platzierungen, Wochen, Auszeichnungen, Anmerkungen) | Höchstplatzierung, Gesamtwochen, AuszeichnungChartplatzierungen (Jahr, Titel, , Platzierungen, Wochen, Auszeichnungen, Anmerkungen) | Höchstplatzierung, Gesamtwochen, AuszeichnungChartplatzierungen (Jahr, Titel, , Platzierungen, Wochen, Auszeichnungen, Anmerkungen) | Anmerkungen                                           |
| Jahr | Titel              | DE | AT | CH | UK | US | CA | Anmerkungen                                           |
| ---- | ------------------ | --- | --- | --- | --- | --- | --- | ----------------------------------------------------- |
| 2004 | We’re All to Blame | — | — | — | — | — | — | Erstveröffentlichung: 31. August 2004                 |
| 2005 | Pieces             | DE84 (5 Wo.)DE | — | — | — | — | — | Erstveröffentlichung: 4. Juli 2005 Verkäufe: + 50.000 |

### Auszeichnungen für Musikverkäufe
Chuck erreichte doppelten Platin-Status in Kanada sowie Gold-Status in den USA.
| Land/Region                  | Auszeichnungen für Musikverkäufe (Land/Region, Auszeichnung, Verkäufe) | Verkäufe |
| ---------------------------- | ---------------------------------------------------------------------- | -------- |
| Japan (RIAJ)                 | Gold                                                                   | 100.000  |
| Kanada (MC)                  | 2× Platin                                                              | 200.000  |
| Vereinigte Staaten (RIAA)    | Gold                                                                   | 500.000  |
| Vereinigtes Königreich (BPI) | Silber                                                                 | 60.000   |
| Insgesamt                    | 1× Silber · 2× Gold · 2× Platin ·                                      | 860.000  |